# Ллано-Эстакадо
Лла́но-Эстака́до, Лья́но-Эстака́до (англ. Llano Estacado) — плато в США, расположенное в южной части Великих равнин.
Поверхность плато ровная, слабо расчленённая. Высота составляет 700—1500 м. Плато сложено преимущественно песчаниками и известняками, местами покрыто незакреплёнными песками. Часто встречаются проявления карста. Постоянное течение имеет лишь река Пекос. Преобладает полупустынная растительность.
Плато подробно описывается и является центром событий ряда романов Майн Рида, в одном из которых, в частности, отмечено: возвышенное плато, известное как Льяно-Эстакадо, простирается на триста миль в длину и в среднем на шестьдесят-семьдесят в ширину. Она вытянута по меридиану между бывшими испанскими провинциями Нью-Мексико и Техас, а их столицы, Санта-Фе и Сан-Антонио-де-Бехар, соответственно, располагаются по противоположные стороны от нее. Во времена вице-короля через равнину шла военная дорога, соединяя два провинциальных центра, и по ней сновали туда и обратно торговые караваны из мулов. По мере того как дорога превращалась в тропу, пески пустыни часто засыпали ее, и чтобы отметить путь, стали ставить через определенные интервалы столбы. Отсюда родилось название «Льяно-Эстакадо», то есть «огороженная равнина».
В те дни Испания была сильным, энергичным государством, и мексиканские колонисты добирались до самых краев ее обширной территории, не опасаясь нападения дикарей. Позднее, когда власть испанцев начала меркнуть, все поменялось. Города превратились в руины, поселения опустели, миссии были покинуты, а белым путешественникам в северной Мексике приходилось держаться настороже даже на самых оживленных дорогах. В иных округах жители опасались даже высовывать нос за пределы стен своих асиенд или городов. Многие из них были обнесены укреплениями по причине нападений индейцев, и стоят так до сих пор.
В этих обстоятельствах старинная испанская дорога через Огороженную Равнину пришла в запустение: вехи сгинули, и в последние годы долину пересекали только экспедиции американской армии с целью научных исследований.
С точки зрения физической географии Льяно-Эстакадо похожа на столовые равнины Абиссинии и Южной Аравии, а многочисленные отдельно стоящие пики и уединенные месы в северной ее оконечности напоминают путешественнику абиссинские холмы, известные как амбы. Часть этой своеобразной территории принадлежит к гипсовой формации юго-западных прерий, возможно, самой крупной в мире, тогда как яркий песчаник самой пестрой раскраски, зачастую имеющий цвет ржавчины, образует отличительную черту ее утесов. По восточному краю плато вырастает из низменной техасской равнины обрывистой стеной в несколько сот футов. Продолжительные отрезки отвесных скал перемежаются зазубринами каньонов, по которым сбегают потоки – истоки многочисленных рек Техаса. Поверхность равнины по большей части представляет собой плоскую, как стол, поверхность, безжизненную как Сахара, местами гладкую и твердую, как устеленная щебнем дорога. В направлении к югу встречаются скопления medanos, покрывающие пространство в несколько сотен квадратных миль. Их пески кочуют, словно дюны на морском берегу. Высоко среди их вершин имеются озерца с чистой питьевой водой, хотя на самом плато можно пройти десятки миль и не найти ни капли этой драгоценной влаги. Берега этих водоемов, столь причудливо расположенных, поросли осокой и лилиями. 